# ЕП1
Електровоз ЕП1 (Електровоз Пасажирський, тип 1) — пасажирський електровоз змінного струму, серійно випускався НЕВЗом до 2007 року, з появою електровоза ЕП1М випуск припинився.

## Характеристики електровоза
Потужність електровоза в годинному режимі 4700 кВт, дозволяє вести поїзд масою 1440 т з дев'ятитисячного підйому зі швидкістю 80 км/год. Особливістю електровоза є опорно-рамне підвішування тягових двигунів. Формула екіпажної частини 20−20−20, однакова з електровозами ВЛ85 і ВЛ65. Фактично ЕП1 — це електровоз ВЛ65, модернізований для пасажирського руху. На електровозі можуть бути встановлені наступні системи безпеки руху: КЛУБ-У, САУТ-ЦМ/485 і ТСКБМ. Робота по системі багатьох одиниць, на відміну від ВЛ65, не передбачається.

## Виробництво електровозів
Електровози ЕП1, ЕП1М і ЕП1П серійно випускаються Новочеркаським електровозобудівним заводом, всього випущено 870 електровоза (на липень 2017 року).
Електровози ЕП1 позиціонуються виробником як заміна радянських електровозів ВЛ60ПК і раніше імпортованих з Чехословаччини електровозів ЧС4 і ЧС4Т.
Основні відмінності електровозів сімейства ЕП1 від ВЛ65:
- установка нових ТЕД НБ-520 з опорно-рамним підвішуванням замість старих НБ-514 з опорно-осьовим підвішуванням;
- установка перетворювача частоти і числа фаз (ПЧФ), що дозволяє переводити допоміжні машини в режим низької швидкості шляхом живлення їх трифазним струмом напругою 40 В і частотою 16,7 Гц;
- установка мікропроцесорної системи управління та діагностики (МСУД).

Для забезпечення роботи двигунів допоміжних машин на низькій або високій швидкості обертання, живлення на двигун кожної машини подається не через один контактор, як зазвичай, а через два — один підключає двигун до обмотки власних потреб і конденсаторів (режим високої швидкості; U = 380 В, 50 Гц), другий до ПЧФ (режим низької швидкості обертання; U = 40-90 В, 16,7 Гц) Двигуни мотор-компресорів працюють завжди на режимі високої швидкості. Електровози до ЕП1-029 включно мали двигуни компресорів НВА-55, такі ж, як у мотор-вентиляторів, з синхронною частотою обертання 1500 об/хв, з ЕП1-030 вони були замінені на НВА-22 з синхронною частотою 750 об/хв.

## Модернізації
З 2007 року виробляється модернізований електровоз ЕП1М, а також його варіант ЕП1П, у якого шляхом зміни передаточного числа тягових редукторів збільшена сила тяги. Він призначений спеціально для експлуатації на важкому профілі російського Примор'я і Кавказу і має окрему, що почалася з 001, нумерацію.
Від ЕП1 модернізовані електровози відрізняються головним чином установкою асиметричних полегшених струмоприймачів, пластиковою блок-кабіною зі зміненим робочим місцем машиніста. Одноосібне управління електровозом (одним машиністом без помічника) надзвичайно ускладнює розташування приладів безпеки на пульті машиніста, зокрема пульта «САУТ». Від одноосібного управління локомотивом по цій та деяких інших причинах відмовилися. Винятком є тільки Жовтнева залізниця. Електровози ЕП1М (389—394) і ЕП1 експлуатуються машиністами без помічників на ділянці Свір — Мурманськ переважно з поїздами  15/16 (Москва-Мурманськ) і  21/22 (Санкт-Петербург-Мурманськ).

ЭП1М
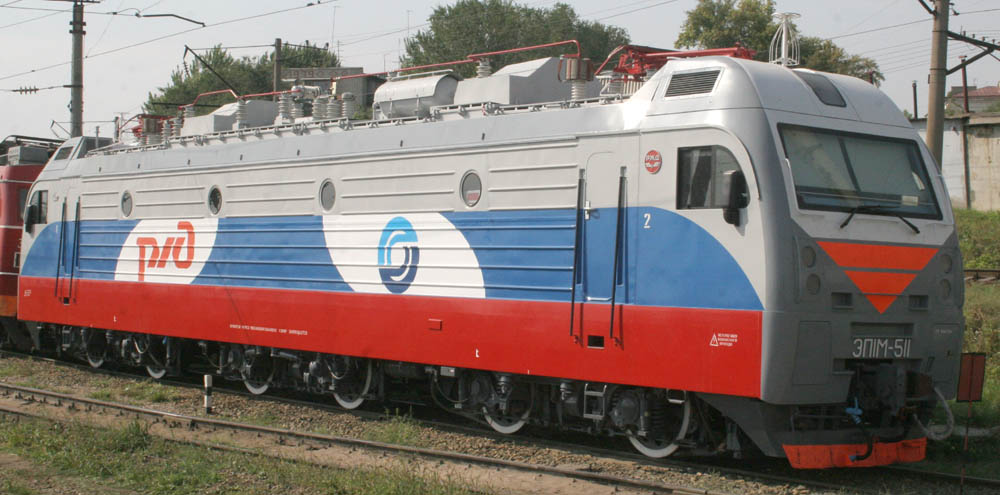
ЕП1М в депо Саратов
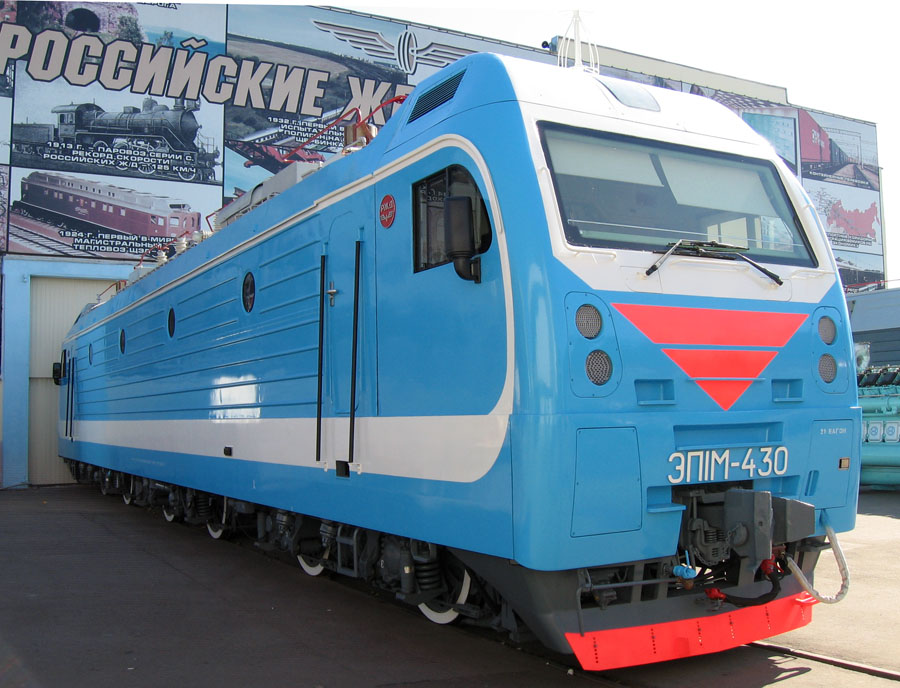
ЕП1М на виставці
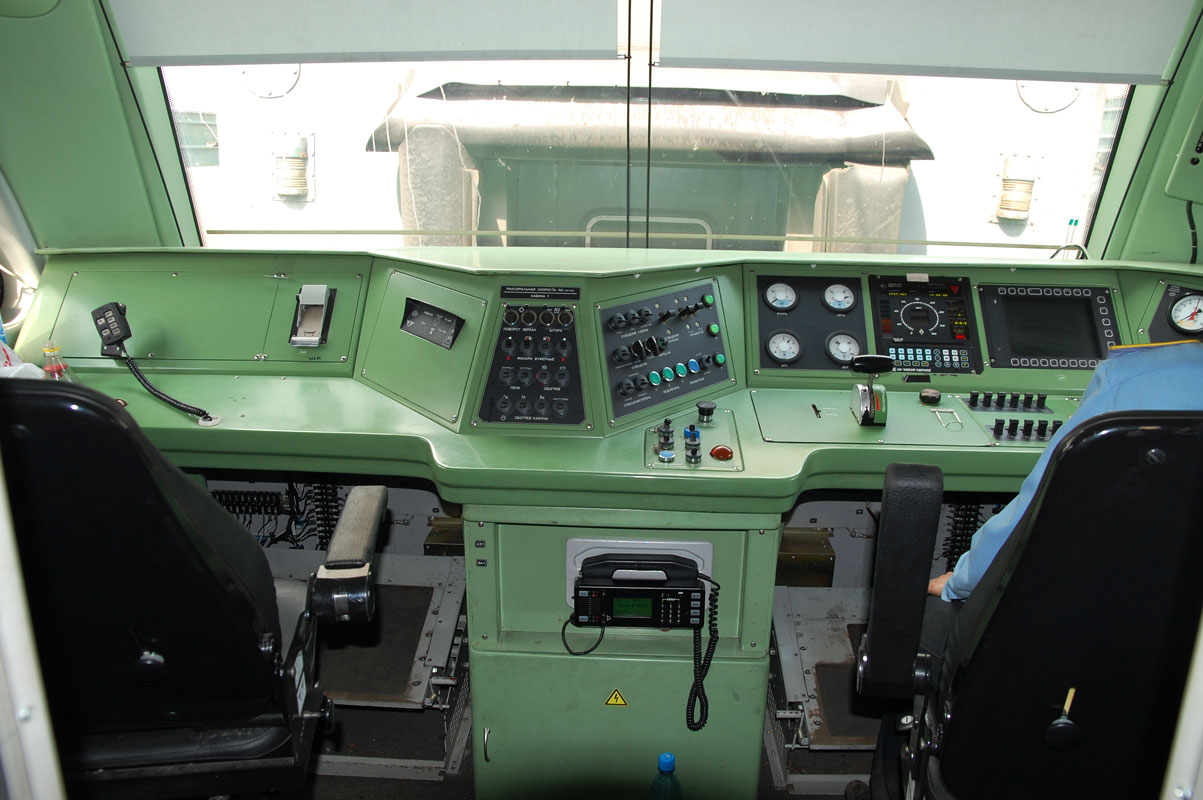
Всередині кабіни ЕП1М